# David Hemery

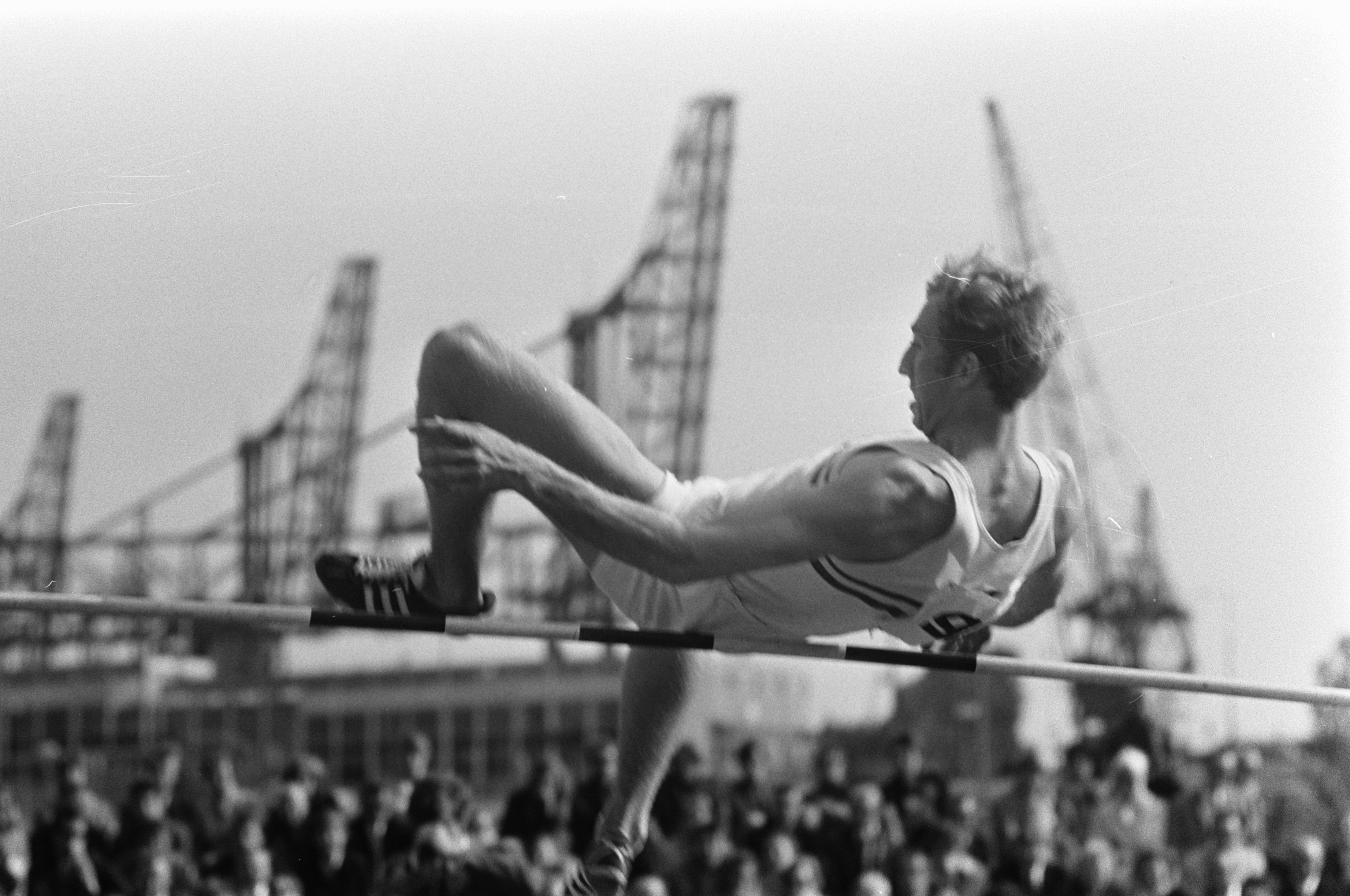
David Hemery (1969)

David Peter Hemery, född 18 juli 1944 i Cirencester i Gloucestershire, är en före detta brittisk friidrottare.
Hemery blev olympisk mästare på 400 meter häck vid olympiska sommarspelen 1968 i Mexico City. Han tog OS-brons på 400 meter häck vid friidrottstävlingarna 1972 i München.